# Azawad
Azawad, Azaouâd (fr. Azaouâd, Azawad; ar. أزواد, trl. Azawād, trb. Azauad; ber. ⴰⵣⴰⵓⴷ, trl. Azaud) – region w północnym Mali, obejmujący tereny saharyjskie leżące na północ od Timbuktu. Jego nazwa pochodzi prawdopodobnie od nazwy Vallée de Azaouagh – suchej doliny leżącej w Mali i Nigrze i w tłumaczeniu oznacza „krainę transhumancji”. Nazwa tego regionu przyjęta została przez tuareskich rebeliantów z Narodowego Ruchu Wyzwolenia Azawadu (MNLA) jako nazwa postulowanego przez nich państwa Azawad.

## Historia

### Kolonia francuska
Po ustaleniach europejskich potęg podczas tzw. wyścigu o Afrykę w trakcie konferencji w Berlinie (1884), ziemia między 14 południkiem i Miltou, południowo-zachodnim Czadem, została uznana za francuską, ograniczoną na południu przez linię biegnącą z Say do Baroua. Chociaż region współczesnego Azawadu był formalnie francuski, ustalenia z 1884 wymagały od Francji faktycznego władania terytoriami, np. poprzez podpisywanie umów z lokalnymi wodzami, tworzenie przedstawicielstw rządu, czy wykorzystywanie gospodarcze, aby tereny te zostały ostatecznie uznane za należące do Francji. 15 grudnia 1893, Timbuktu, wtedy rozbudowane główne miasto regionu, zostało anektowane przez małą grupę francuskich żołnierzy, dowodzonych przez porucznika Gastona Boiteux. W 1890 roku region został częścią Sudanu Francuskiego (Soudan Français) wchodzącego w skład Senegalu. W 1892 roku Sudan Francuski stał się osobną kolonią francuską. Kolonia była reorganizowana i wielokrotnie zmieniała nazwę. W 1895 roku Sudan Francuski wraz z Azawadem wszedł w skład Francuskiej Afryki Zachodniej. W 1899 roku tereny obejmujące dzisiejsze Mali, Niger i Burkinę Faso zostały połączone w terytorium Górny Senegal i Środkowy Niger (Haut-Sénégal et Moyen Niger) wchodzące w skład Francuskiej Afryki Zachodniej. W 1902 nazwa terytorium została zmieniona na Senegambia i Niger (Sénégambie et Niger) i zostało ono podporządkowane Senegalowi. Następnie w 1904 terytorium podzielono, w wyniku czego utworzono Górny Senegal i Niger (Haut-Sénégal et Niger). Po odłączeniu od tego terytorium obszarów obecnego Nigru (w 1912) i Burkiny Faso (w 1919) w 1920 r. przywrócono nazwę Sudan Francuski. Sudan Francuski, a wraz z nim Azawad, do 1958 roku stanowił część Francuskiej Afryki Zachodniej, następnie jako samodzielne terytorium francuskie o nazwie Republika Sudańska, od 1959 roku wraz z Senegalem, Górną Woltą i Dahomejem tworzy Federację Mali, która uzyskuje niepodległość czerwcu 1960 roku (Federacja Mali obejmuje wówczas już tylko Senegal i Republikę Sudańską). W dwa miesiące po uzyskaniu niepodległości Federacja Mali rozpada się na dwa osobne państwa – w sierpniu 1960 r. Republika Sudańska przyjmuje nazwę Republika Mali i staje się niepodległym państwem zawierającym w swych granicach m.in. Azawad.

### Powstanie Tuaregów w 2012
17 stycznia 2012 roku Narodowy Ruch Wyzwolenia Azawadu ogłosił początek powstania narodowego Tuaregów przeciwko władzom państwowym Mali. W czasie walk z siłami rządowymi Tuaregowie zajęli znaczną część kraju z najważniejszymi miastami na północy: Kidal, Gao i Timbuktu.
W wyniku walk na północny kraju doszło do destabilizacji w Mali, buntu wojska w Bamako i zamachu stanu, który obalił prezydenta Amadou Toumani Touré. Sytuację tę wykorzystali Tuaregowie i 6 kwietnia 2012 roku ogłosili zakończenie działań zbrojnych wymierzonych przeciwko władzom Mali oraz ogłosili deklarację niepodległości Azawadu, obejmującego północną część Mali, komunikując jednocześnie nienaruszalność granic państw ościennych. Proklamacji o utworzeniu Azawadu nie uznały kraje Unii Afrykańskiej, ani Unia Europejska. Przewodniczący Komisji Unii Afrykańskiej Jean Ping stwierdził, iż deklaracja MNLA nie miała żadnej wagi. Unia Afrykańska oświadczyła także, że zrobi wszystko, aby przywrócić władzę rządu Mali nad całym terytorium państwa i zakończyć ataki „zbrojnych i terrorystycznych grup w północnej części kraju”. Wspólnota Gospodarcza Państw Afryki Zachodniej rozpoczęła, z pomocą Francji, przygotowywanie liczących do 3000 żołnierzy sił interwencyjnych (szacuje się, że siły MNLA liczą również 3000 osób) w celu przywrócenia władzy rządu Mali na terenie całego państwa.

### Deklaracja niepodległości
6 kwietnia 2012 Narodowy Ruch Wyzwolenia Azawadu proklamował niepodległość Azawadu jako Niezależnego Państwa Azawad (État indépendant de l’Azawad). Azawad w granicach, do których rości pretensje MNLA ma obejmować również tereny nie zaliczane geograficznie do Azawadu (m.in. Adrar z miastem Kidal, Youllemmedene z miastem Gao, Gourma leżąca na południe od Nigru) – są to następujące malijskie jednostki administracyjne: Timbuktu, Kidal i Gao oraz niewielką część Mopti. Tak określony Azawad graniczy z Burkina Faso, Mauretanią, Algierią i Nigrem.
Deklaracji niepodległości ogłoszonej przez Narodowy Ruch Wyzwolenia Azawadu nie uznała Ansar Dine, islamistyczna organizacja kontrolująca niektóre miasta regionu i chcąca wprowadzić prawo szariatu na obszarze całego Mali. W odpowiedzi na deklarację utworzony został także „Front de libération nationale de l'Azawad” (FLNA), składający się z Arabów zamieszkujących Timbuktu, opowiadający się m.in. przeciw niepodległości. W związku z tym nie wiadomo było jednak jaki obszar (miejscowości) faktycznie znajduje się pod władzą separatystów, czyli stanowi proklamowany Azawad, a jaki znajduje się pod władzą organizacji nie popierających niepodległości (według doniesień mediów m.in. Ansar Dine kontroluje kilka kluczowych miast regionu). Według doniesień agencyjnych na terenie Azawadu dochodziło do walk pomiędzy różnymi ugrupowaniami, grabieży i łamania praw człowieka, w tym gwałtów i zabójstw.

### Zajęcie przez islamistów
26 maja 2012 roku Narodowy Ruch Wyzwolenia Azawadu podpisał porozumienie z Ansar Dine. Według niego proklamowane zostało powstanie niepodległego państwa, Islamskiej Republiki Azawadu, w którym obowiązuje prawo szariatu. W ten sposób Narodowy Ruch Wyzwolenia Azawadu odszedł od swojej doktryny powstania świeckiego państwa Tuaregów. Jednak, jak podawały media, porozumienie nie weszło w życie i nadal dochodziło do walk pomiędzy oboma ugrupowaniami. Nasilenie walk nastąpiło pod koniec czerwca – 26 czerwca 2012 w walkach ranny został sekretarz generalny MNLA, natomiast 27 czerwca 2012 Ansar Dine wraz z Al-Ka’idą Islamskiego Maghrebu (AQIM) zajęły Gao, dotychczasową siedzibę władz Azawadu, i wypędziły z niego MNLA. W kolejnych dniach zajęły pozostałe miasta północnego Mali, włącznie z Timbuktu i Kidal. Ostatnie miasto zajmowane przez Narodowy Ruch Wyzwolenia Azawadu, Ansogo, zostało zdobyte przez Ansar Dine 12 lipca.
Ansar Dine ponownie sprzeciwiło się podziałowi Mali i ogłoszeniu niepodległości przez Azawad, a w czasie demonstracji poprzedzających zdobycie Gao używane były obok flag islamistów również flagi Mali. Celem wszystkich organizacji fundamentalistów islamskich jest wprowadzenie prawa islamskiego, w wersji skrajnie teologicznej, ze skrajnym prawem szariatu na terenie danego państwa.
W grudniu 2012 MNLA zgodziło się, w czasie rozmów z władzami Mali oraz Ansar Dine, na terytorialną integralność Mali i narodową jedność.

## Gospodarka

### Górnictwo
Azawad jest zasobny w surowce naturalne. W północnej części terytorium znajdują się złoża halitu, ropy naftowej i gazu ziemnego. Występują też rudy cynkowo-ołowiowe i miedzi. W okolicach miast Gao i Kidal znajdują się złoża rud uranu. Ponadto na terenach pustynnych stwierdzono występowanie łupków bitumicznych.
Jedynym większym ośrodkiem górnictwa jest Taoudenni, gdzie pozyskuje się sól kamienną. Eksploracja złóż halitu prowadzona jest poprzez wykuwanie bloków minerału prostymi narzędziami z dna wyschniętego jeziora. Pozostałe surowce nie są eksploatowane.

### Przemyt
Przez Azawad przebiegają ważne szlaki przemytnicze północnej Afryki. Kontrabandą zajmują się lokalne klany nomadów, dla których jest to bardzo dochodowy interes. Głównym towarem przemycanym przez to terytorium są narkotyki, w szczególności południowoamerykańska kokaina.

### Turystyka
Przed ogłoszeniem niepodległości na terytorium Azawadu rozwijała się turystyka. Dostępną była możliwość brania udziału w kilkudniowych wyprawach po Saharze: samochodami terenowymi lub karawanach wielbłądów. Ponadto liczne wycieczki odwiedzały miasto Timbuktu, które jest wpisane na listę światowego dziedzictwa UNESCO. Innym odwiedzanym miejscem była góra stołowa Hombori Tondo. Obecnie z uwagi na niestabilność regionu oraz częste porwania obcokrajowców dla okupu turystyka się nie rozwija.